# Theodemir (svébský král)
Theodemir také Theodemar či Teodomiro, latinsky Theodemirus (6. století - 570) byl jedním z posledních svébských králů v Gallaecii a jedním z prvních chalcedonských křesťanů. Na trůn Svébů nastoupil po Ariamirovi někdy mezi koncem května 561 a rokem 566, poté vládl až do své smrti v roce 570.
Theodemir byl pokládán za prvního ortodoxního křesťanského panovníka Svébů od smrti Rechiara a panovníka, který s pomocí biskupa Martina z Dumia zahájil konverzi svého lidu od ariánského vyznání k pravoslaví. Tato teorie je z velké části založena na díle Historia Suevorum Isidora ze Sevilly: Regni potestatem Theodimirus suscepit: qui confestim Arrianae impietatis errore destructo Suevos catholicae fidei reddidit. Jiné zdroje, zejména Jan z Biclara, Řehoř z Tours či zápisky z I. koncilu v Braze uvádějí chronologické události odlišně. Jan z Biclara uvádí, že Rekkared I., král Vizigótů byl ten, kdo způsobil obrácení obou národů k pravoslaví. Řehoř z Tours ve svém díle Historia Francorum zmínil, že přímluva Martina z Tours s odkazem na krále Chararicha, byla impulsem ke konverzi Svébů a zápisky z I. koncilu v Braze uvádějí krále Ariamira, který zahájil konverzi Svébů a zároveň zrušil zákaz katolických synodů.
Někteří historikové tvrdí, že Theodemir musel být nástupcem Ariamira, protože Ariamir byl prvním svébským panovníkem, který zrušil zákaz katolických synod a Isidor ze Sevilly tudíž pochybil v chronologii událostí. Reinhart Koselleck se domnívá, že prvním konvertujícím králem byl Chararich prostřednictvím relikvií Martina z Tours, jimiž se podařilo uzdravit Chararichova syna z malomocenství a že Theodemir konvertoval až později prostřednictvím kázání Martina z Dumia. Felix Dahn oproti tomu Chacharicha a Theodemira považoval za jednu a tutéž historickou osobnost, přičemž podle něho druhé jméno král přijal až při křtu. Na druhé straně teolog Alberto Ferreiro považuje konverzi Svébů ke katolictví za progresivní a postupnou, přičemž Ariamirovo zrušení zákazu synodů považuje za pouhý impuls, který následoval až po Chararichově veřejné konverzi. Také prohlásil, že Thoedemir byl zodpovědný za zahájení pronásledování Ariánců v království Svébů.
V roce 569 Theodemir svolal první koncil v Lugu, který zvýšil počet diecézí v království. V roce 570 byl napaden ariánským králem Vizigótů Leovigildem.